# Solentiname
O Arquipélago de Solentiname é um grupo de 36 ilhas e ilhéus, localizado no Lago Nicarágua, no departamento de Río San Juan, na Nicarágua. Suas principais ilhas, devido ao tamanho e número de habitantes, são as ilhas de  Mancarrón, Mancarroncito, San Fernando e La Venada.
Foi declarada como área protegida da Nicarágua, na categoria de Monumento Nacional.